# Guy Goffette
Pour les articles homonymes, voir Goffette.
Guy Goffette, né le 18 avril 1947, à Jamoigne et mort le 28 mars 2024,, à Namur, est un poète, écrivain et éditeur belge.
Spécialiste de Verlaine et de Rimbaud, il est l’auteur de nombreux recueil de poésies, de nouvelles et de romans, d'essais.

## Biographie
Guy Goffette naît le 18 avril 1947 à Jamoigne en Gaume, à proximité de l'Ardenne : « Les herbes hautes, le vent, les oiseaux, les bois, les collines, je me suis senti libre là-bas comme je ne l'ai plus jamais été », confie-t-il. Il est l’aîné d’une fratrie de quatre enfants au sein d’une famille ouvrière. Pendant quelques années, il est en pension chez les pères maristes, avec comme professeur de français Vital Lahaye : « je lui suis redevable de ce que je suis » dit-il à son sujet.
Après sa scolarité, il devient instituteur durant vingt-sept ans, tout en se consacrant à l’écriture de poésie. Il se marie en 1969 avec Françoise, le couple a trois enfants.
Poète avant tout, même lorsqu'il écrit en prose, Guy Goffette est tour à tour enseignant, libraire, éditeur des cahiers de poésie Triangle et de L'Apprentypographe. Il séjourne dans nombre de pays d'Europe avant de poser ses valises à Paris.

Il redécouvre tardivement (à 45 ans) l’œuvre de Paul Verlaine et lui consacre plusieurs ouvrages, en partie biographiques, tels que Verlaine d'ardoise et de pluie, paru en 1996 chez Gallimard, ou encore L'Autre Verlaine, édité en 2007, toujours chez Gallimard : 

« Ce qu'il aura fallu de temps pour que je me convertisse à Verlaine, combien d'errances, d'errements, de ciels perdus, de pluies, de larmes avant que le vieil Ardennais d'exil me rende à ma terre d'enfance avec le fil du cœur et le sens de ma route, je n'en reviens toujours pas. »

La poésie de Rimbaud et de Verlaine constitue désormais pour lui un terreau musical. Il écrit également sur Paul de Roux, ou encore sur Pierre et Marthe Bonnard (Elle, par bonheur et toujours nue).
Il est membre du comité de lecture des éditions Gallimard à partir de 2000, maison où sont édités la plupart de ses ouvrages.
Il épouse en secondes noces Dany Martin.

## Œuvres
(Liste non exhaustive.)

### Poésie
- Quotidien rouge, Paris, éd. de la Grisière, 1971
- Nomadie, Paris, éditions Saint-Germain-des-Prés, 1979
- Huit muses neuves et nues, poèmes sur des photos de Miloslav Stibor, Virton, éd. de la revue Objectif, 1983 ; rééd. dans Éloge pour une cuisine de province
- Solo d'ombres, Moulins, éd. Ipomée, 1983 Prix Guy-Lévis-Mano, 1983[13]
- Prologue à une maison sans murs, Mareil-sur-Mauldre, éd. Qui vive, 1983
- Le Dormeur près du toit, Paris, éd. Cahiers du confluent, 1983
- Pour saluer André Frénaud, ouvrage collectif, Paris, Centre national des lettres, 1987
- Le Relèvement d'Icare, en collaboration avec Yves Bergeret, Spa, éditions La Louve, 1987
- Éloge pour une cuisine de province, postface de Jacques Borel, Seyssel, Champ Vallon, 1988 ; rééd. avec La Vie promise, Paris, Gallimard, coll. « Poésie » no 350, 2000 Prix du ministère de la Communauté française de Belgique, Bruxelles, 1988[13] et prix Mallarmé, 1989[1],[13]
- La Vie promise, Paris, Gallimard, coll. « Blanche », 1991 ; rééd. avec Éloge pour une cuisine de province, Paris, Gallimard, coll. « Poésie » no 350, 2000 Prix Henri-Mondor de l'Académie française, 1992[13]
- Le Pêcheur d’eau, Paris, Gallimard, coll. « Blanche », 1995 ; rééd. Paris, Gallimard, coll. « Poésie » no 430, 2007
- (fr + en) Guy Goffette et Tucker Zimmerman (trad. du français par Tucker Zimmerman), Icarus, Paris, Éd. Signum, 2002 (1re éd. 2000), 92 p. (ISBN 978-2-07-042316-3).
- Un manteau de fortune, Paris, Gallimard, coll. « Blanche », 2001
- Sur le fil des collines, Le Petit Poète illustré, 2001
- Le Seul Jardin, avec des sérigraphies de François-Xavier Fagniez, Rencontres, 2001 ; édition revue et corrigée sous le titre Solo d'ombres précédé de Nomadie, Paris, Gallimard, coll. « Blanche », 2003
- L'Adieu aux lisières[14], Paris, Gallimard, coll. « Blanche », 2007
- Petits riens pour jours absolus, Paris, Gallimard, coll. « Blanche », 2016 Prix Max-Jacob (2017)[13]
- Pain perdu, Paris, Gallimard, coll. « Blanche », 2020
- Paris à ma porte, Paris, Gallimard, coll. « Blanche », 2023

#### Anthologie
- Poètes pour le temps présent (collectif), Paris, Gallimard Jeunesse, coll. « Folio Junior », 2003.

### Romans
- Un été autour du cou, Paris, Gallimard, coll. « Blanche », 2001 ; rééd. Paris, Gallimard, coll. « Folio » no 3813, 2003 Prix Félix-Denayer de l'Académie de langue et de littérature françaises de Belgique, 2001[13]. Traduit en néerlandais De lichte last van een zomer, éd. De Bezige Bij
- Une enfance lingère, Paris, Gallimard, coll. « Blanche », 2006 ; rééd. Paris, Gallimard, coll. « Folio » no 4564, 2007 Prix Victor Rossel, 2006[13] et prix Marcel-Pagnol, 2006
- Presqu'elles, Paris, Gallimard, coll. « Blanche », 2009
- Tombeau du Capricorne, Paris, Gallimard, coll. « Blanche », 2009
- Géronimo a mal au dos, Paris, Gallimard, coll. « Blanche », 2013 ; rééd. Paris, Gallimard, coll. « Folio » no 5786, 2014

### Nouvelles, recueils de nouvelles; récits et proses
- Mariana, Portugaise (proses), Cognac, Le Temps qu'il fait, 1991 ; édition revue et augmentée, Paris, Gallimard, coll. « Blanche », 2014
- Partance, éd. L’Étoile des Limites, coll. « Le lieu et la formule », 1995
- L'Agencement du monde ou le voyage rêvé du marquis de Sy (proses), bibliothèque municipale de Charleville-Mézières, coll. « (RE)découvertes, direction du livre et de la lecture », 1996
- L'Ami du jars (nouvelles), Théodore Balmoral[15], 1997
- Verlaine d’ardoise et de pluie, Paris, Gallimard, coll. « L'un et l'autre », 1996 ; rééd. Paris Gallimard, coll. « Folio » no 3055, 1998
- Elle, par bonheur et toujours nue, Paris, Gallimard, coll. « L'un et l'autre », 1998 ; rééd. Paris, Gallimard, coll. « Folio », no 3671, 2002 Récit consacré au peintre Bonnard au travers de Marthe Bonnard son modèle, et sa femme sur le tard.
- Partance et autres lieux suivi de Nema problema, Paris, Gallimard, coll. « Blanche », 2000 Prix Valery-Larbaud, Vichy, 2000[13]
- Tacatam blues, Cadex Éditions, 2000
- Jean Dieuzaide : Corps et Âmes, avec Hervé Le Goff, galerie Aittouarès, 1er octobre 2006 (ISBN 978-2951451384)
- L'Autre Verlaine, Paris, Gallimard, coll. « Blanche », 2007

### Essais
- Achille Chavée, éd. Tribune poétique, Ambly, 1972
- Mémorial de la tendresse (J. Borel), N.R.F., no 467, décembre 1991
- D'exil comme en un long dimanche, Max Elskam, La Renaissance du livre, coll. « Paroles d'aube », 2002
- Auden ou l'œil de la baleine, Paris, Gallimard, coll. « L'un et l'autre », 2005
- Albums de la Pléiade : Paul Claudel, Paris, Gallimard, coll. « Bibliothèque de la Pléiade », 2011 (ISBN 978-2-07-012375-9)
- La Mémoire du cœur. Chroniques littéraires (1987-2012), Paris, Gallimard, coll. « Les Cahiers de la NRF », 2013

### Préfaces
- Introduction aux œuvres complètes du poète Lucien Becker
- Max Elskamp, La Louange de la vie, poèmes choisis et présentés par Guy Gofette, Paris, La Différence, coll. « Orphée » no 62, 1990
- « Portrait de Max en accordéon », préface aux Œuvres de Max Jacob, Gallimard, coll. « Quarto », 2012

### Livres d'artiste
- Chemin des roses, en collaboration avec Bernard Noël, L'Apprentypographe, 1991 Illustrations de Colette Deblé. Tirage limité à 99 exemplaires
- Semois, les derniers planteurs, éd. L’Octogone, Bruxelles, 1995, photos de J.-D. Burton
- Oiseaux, en collaboration avec Hervé Coffinières, Gallimard, coll. « Nouveaux Loisirs », Paris, 2001
- Traversée, photographies de Dun Hayon, éd. D.H., 2006
- L'Adieu aux lisières, gravures de Jean-Marie Queneau, éd. de la Goulotte, 2006
- Lumière d'épicerie, illustrations de Wanda Mihuleac, éd. Transignum, 2006
- Le Journal de l'imitateur, peintures de Joël Leick, Fata Morgana, 2006
- Épilepsie force douze, peintures de Joël Leick, [Fata Morgana, 2007
- Ulysse ébloui, peintures et collages de Joël Leick, éd. Rencontres, 2007
- La Chambre des nues, peintures de Julius Baltazar, éd. H.C., 2007
- Éloge de Robert Frost, mon voisin, peintures de Georges Badin, coll. « Mémoires d'Éric Coisel », 2012

### Autres prix littéraires
- Prix Maurice Carême, Bruxelles (1992)[13]
- Prix Atout lire, Cherbourg (1998)[13]
- International Novi Sad Prix littéraire, Novi Sad (2015).

#### Pour l'ensemble de son œuvre
- Grand prix de poésie de la SGDL (Société des gens de lettres) (1999)[13]
- Grand prix de poésie de l'Académie française (2001)[13]
- Prix Goncourt de la poésie (2010)[13].

### Entretien
- Hommage Guy Goffette (1947-2024), Lexnews, semaine n° 30, juillet 2024.